# Andermatt
Andermatt es una comuna suiza del cantón de Uri, situada al pie del Puerto de Oberalp.

## Geografía
Andermatt se encuentra en el valle de Urseren, al borde del río Reuss. La comuna es el lugar capital del valle de Urseren y se extiende hasta el Puerto de Oberalp, que constituye la frontera cantonal con el cantón de los Grisones.
Sólo el 2% del municipio es zona de asentamiento. La superficie agrícola es más importante, con una cuota del 41%. Esta incluye numerosas áreas alpinas. Debido a su alta ubicación, sólo el 5,5% de la superficie municipal está cubierta de bosques. Las zonas improductivas (masas de agua y montañas) cubren más de la mitad del territorio municipal (52%).
La comuna está situada al sur del cantón de Uri, en la frontera de este con los cantones del Tesino y Grisones. Limita al norte con las comunas de Göschenen y Gurtnellen, al este con Tujetsch (GR), al sur con Airolo (TI), y al oeste con Hospental.

## Turismo
Andermatt es una zona de deportes de invierno y un lugar de recreo. La zona de esquí de Gemsstock (2963 m) es accesible por un teleférico y algunas instalaciones más pequeñas y es un conocido centro de freeride.
Con el proyecto turístico Andermatt Swiss Alps del multimillonario e inversor egipcio Samih Sawiris se espera un fuerte desarrollo turístico. Con su empresa Orascom Hotels and Development, Sawiris está construyendo en Andermatt un complejo turístico de 1,46 km² con varios hoteles, casas de vacaciones y apartamentos, un campo de golf de 18 hoyos, tiendas y un centro deportivo y de ocio con una pista de hielo y piscina cubierta. El proyecto fue aprobado por el Consejo Federal como propietario de la zona de armamento, el gobierno de Uri y el municipio de Andermatt.

## Ciudades hermanadas
- Taldom

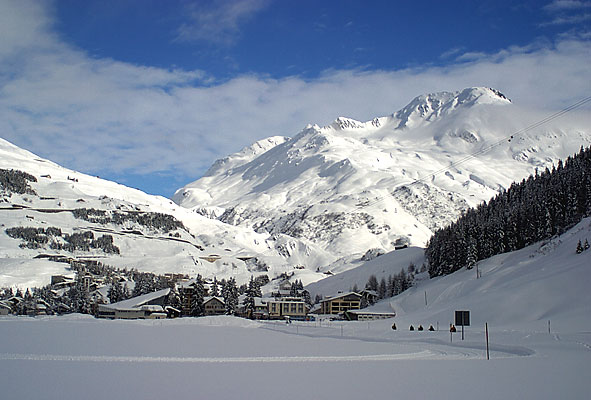
Andermatt en invierno
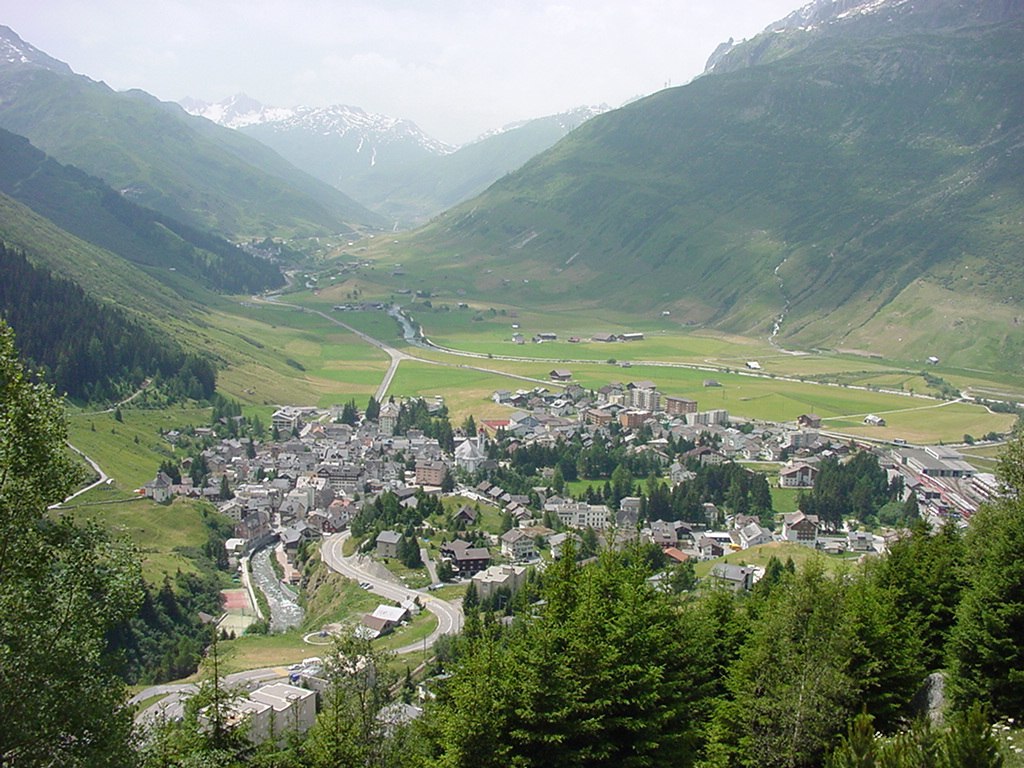
Panorámica de Andermatt
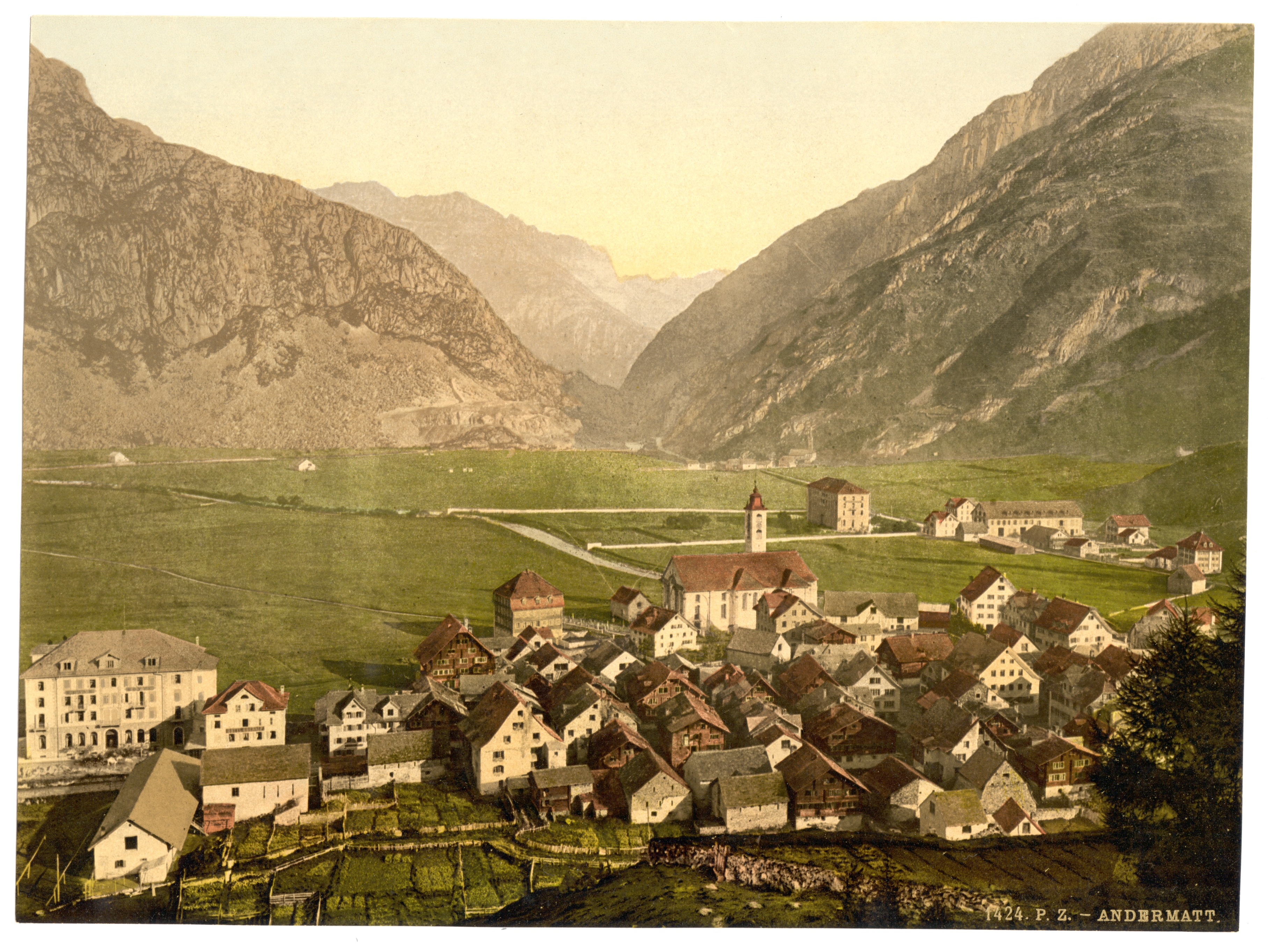
Andermatt en el año 1990